# Constantin Corneliu Ruse
Constantin Corneliu Ruse (n. 23 noiembrie 1955, Sărulești, Călărași - d. 30 ianuarie 2005) a fost un deputat român în legislatura 1990-1992, ales în județul Prahova pe listele partidului FSN. În cadrul activității sale parlamentare, Constantin Corneliu Ruse a fost membru în grupurilr parlamentare de prietenie cu Republica Elenă, Republica Italiană și Regatul Spaniei. Constantin Corneliu Ruse a fost ales deputat PD în legislatura 1992-1996. Constantin Corneliu Ruse a fost ales și în legislatura 1996-2000 pe listele PD și a fost membru în grupurile parlamentare de prietenie cu Republica Italiană, Republica Kazahstan și Georgia. 
În perioada 1985 - 1989, Constantin Corneliu Ruse a fost membru al Partidului Comunist Român.

## Controverse
În anul 1998, pe vremea când era lider al PD Prahova, Corneliu Ruse a fost implicat în scandalul „Sun Oil”.
Firma Sun Oil a fost înființată de Liviu Constantin Niță împreună cu Corneliu Ruse.
Obiectul firmei îl constituia intermedierile în comerțul cu combustibili, minerale și produse chimice pentru industrie.
Principalul furnizor al firmei era Rafinăria Petrobrazi, aflată în subordinea SNP Petrom, la rândul ei aflată în portofoliul ministerului Industriilor condus atunci de Radu Berceanu.
Niță a devenit unul dintre „sponsorii” de marcă ai PD Prahova.
Banii au mers și către PD București, dar și către lideri marcanți ai partidului, conform declarațiilor lui Liviu Niță, după ce a fost arestat.
Liviu Niță a fost găsit însă unicul vinovat în acest dosar și a fost condamnat la doi ani de închisoare.
Pentru Radu Berceanu, Gheorghe Albu sau Corneliu Ruse, cauza a fost disjunsă.